# Солянка (рагу)
Соля́нка — старинное блюдо русской кухни, тушёная капуста с мясными изделиями или рыбными продуктами, рагу.

## Название
Не существует единого мнения о правильности названия селянка относительно к супу. Российский лингвист и писатель Л. И. Скворцов пишет о традиционности названия селянка и неясности этимологии слова «солянка», в то же время российский историк, исследователь и популяризатор кулинарии В. В. Похлёбкин пишет о неправильности и искажённости названия селянка и утверждает, что название солянка зафиксировано в «Домострое» 1547 года, в то время как термин селянка укоренился только в XIX веке и уже в начале XX века был вновь вытеснен термином солянка. «Словарь Академии Российской» (1794 год) основным вариантом указывал название солянка, а вариант селянка отмечал как «простой».

Если вам в ресторане или в столовой предложат «сОлянку» (мясную или рыбную), то знайте, что это исковерканное слово «сЕлянка» (от слова «село», то есть сельское кушанье). Исторически это так и есть: название было придумано крепостными поварами или их господами, оно значило: «пища селянина», «селянская похлёбка». Однако вот уже куда более ста лет, как слово «селянин» исчезло из нашего языка. А язык, воспользовавшись тем, что такие супы готовятся обычно довольно солеными, начал превращать их старое название в новое «солянка». Мне кажется, не стоит называть это «коверканьем» слова; это просто замена одного слова другим.
— Б. Н. Тимофеев «Правильно ли мы говорим?»
Существует также другое блюдо с названием солянка, представляющее собой густой заправочный суп с острыми приправами. Готовится на мясном бульоне. В сборной мясной солянке используется несколько видов мяса, субпродукты и колбасные изделия, а также нарезанные солёные огурцы. При подаче могут добавляться маслины и ломтик лимона.